# Vlajka Rostovské oblasti

Vlajka Rostovské oblasti
Poměr stran: 2:3

Vlajka Rostovské oblasti, jedné z oblastí Ruské federace, je tvořena listem, o poměru stran 2:3, se třemi vodorovnými pruhy – modrým, žlutým a červeným. Tradiční donská trikolora je doplněna při žerdi svislým, bílým pruhem, jehož šířka je rovna 1/5 délky vlajky.

## Historie
Rostovská oblast vznikla 13. září 1937. V sovětské éře oblast neužívala žádnou vlajku. 10. října 1996 schválilo Zákonodárné shromáždění zákon č. 31-zs („O vlajce Rostovské oblasti”). 28. října zákon podepsal gubernátor Vladimir Čub. Účinnosti nabyl zákon 31. října 1996, kdy byl uveřejněn v deníku Naše vremja. Do Státního heraldického registru Ruská federace (rusky Государственный геральдический регистр Российской Федерации) byla vlajka zanesena pod číslem 206.
Vlajka byla vytvořená podle praporu Velkého donského vojska z roku 1918.

## Vlajka gubernátora Rostovské oblasti
Gubernátor oblasti užívá (jako jeden z mála) osobní standartu, která je tvořena čtvercovou variantou oblastní vlajky, doplněnou o znak oblasti (ten by však měl být, dle přílohy zákona, tvořen, na rozdíl od obrázku, jednou barvou, a to zlatou). Vlajka je lemovaná při horním, vlajícím a dolním okraji zlatými třásněmi. K žerdi je připevňována stuha s plným jménem gubernátora a daty vykonávání funkce. Vlajka byla přijata stejným zákonem jako vlajka oblasti a je popsána v článku č. 12.

Vlajka gubernátora Rostovské oblasti Poměr stran: 1:1

## Vlajky okruhů a rajónů Rostovské oblasti
Rostovská oblast se člení na 12 městských okruhů a 43 rajónů.
Městské okruhy

Rostov na Donu (I) Poměr stran: 2:3
Azov (II) Poměr stran: 2:3
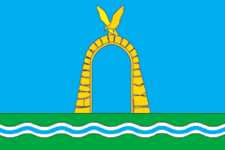
Batajsk (III) Poměr stran: 2:3
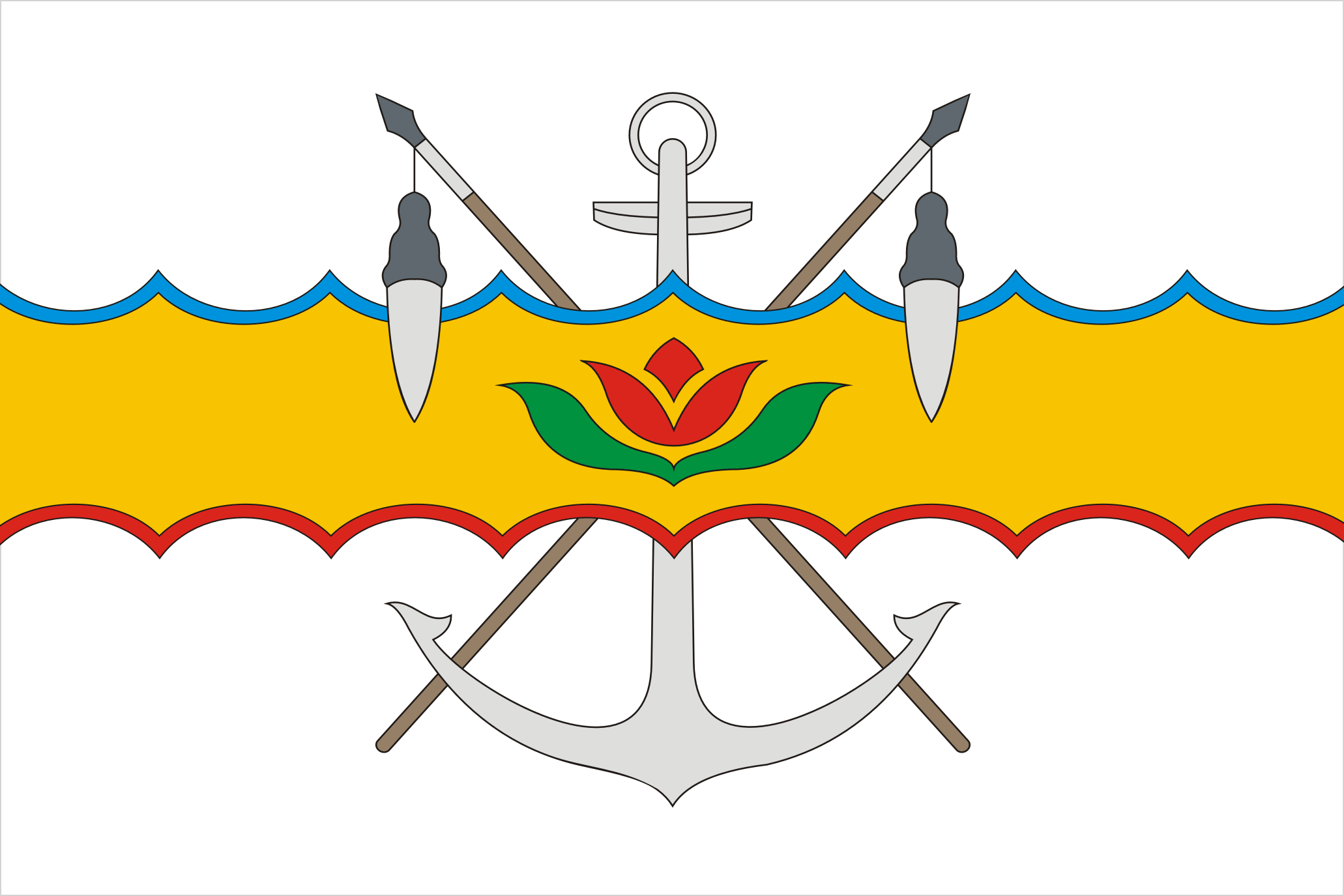
Volgodonsk (IV) Poměr stran: 2:3
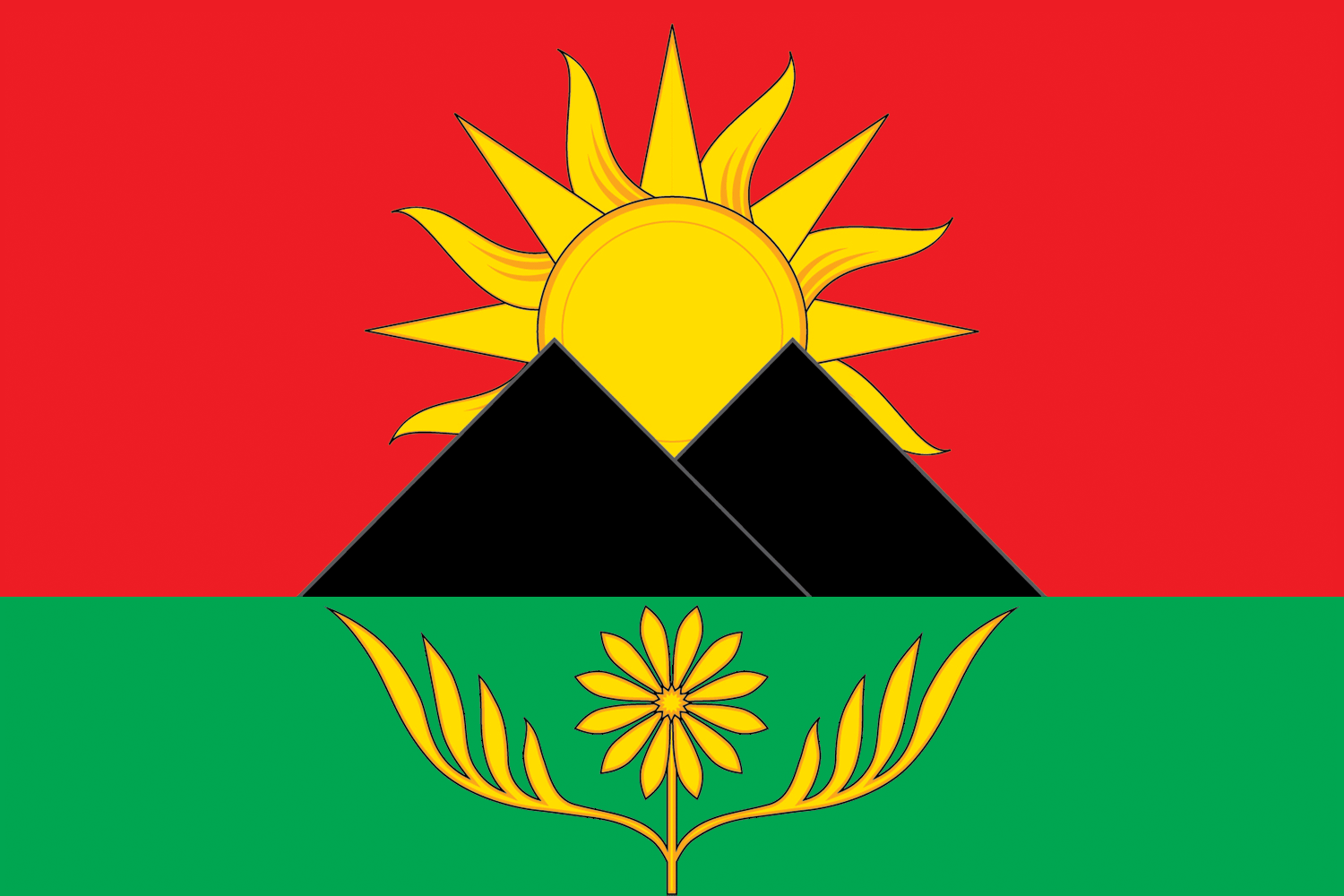
Gukovo (V) Poměr stran: 2:3
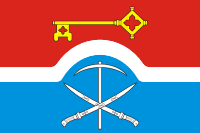
Doněck (VI) Poměr stran: 2:3
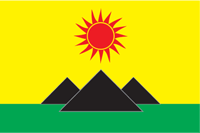
Zverevo (VII) Poměr stran: 2:3
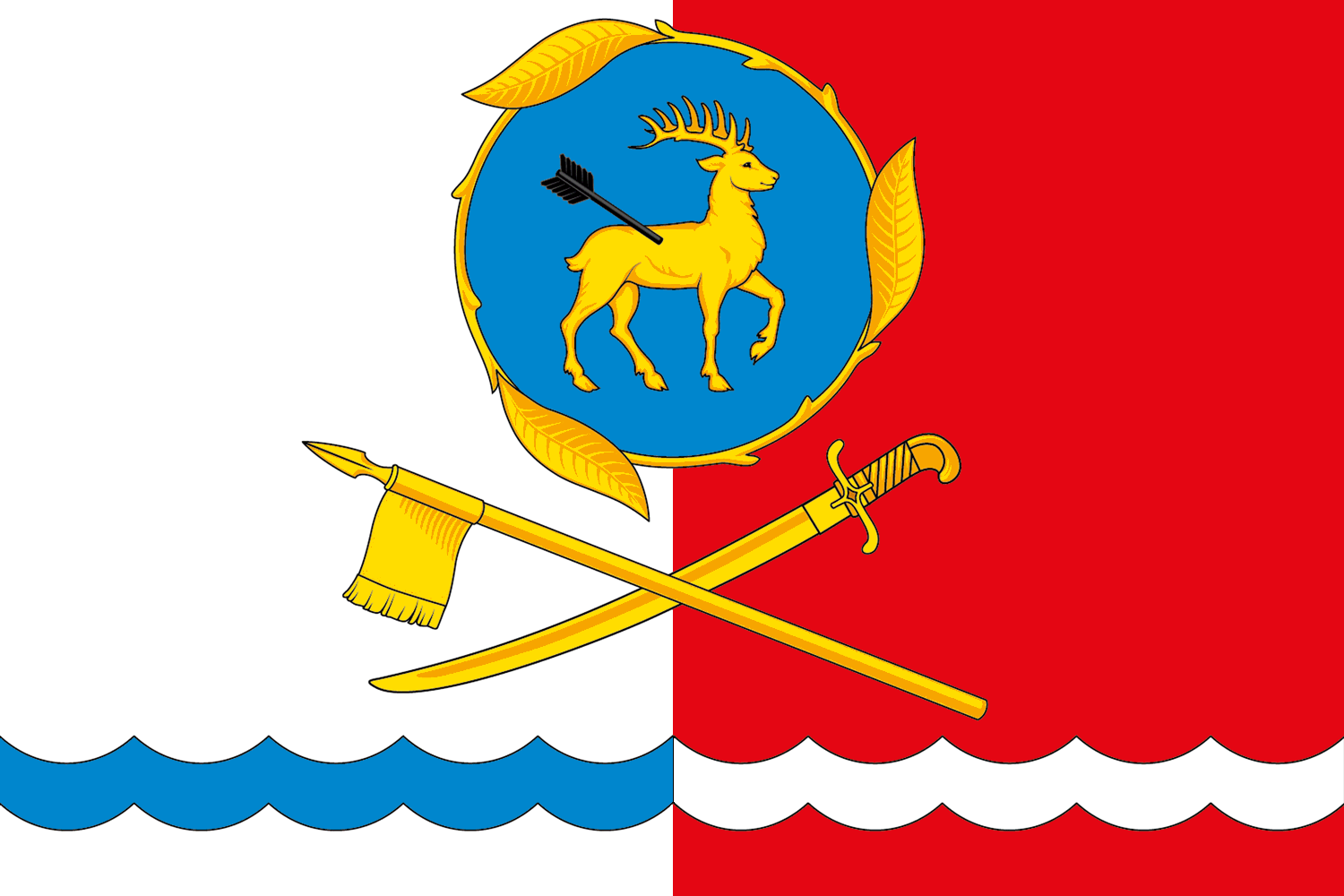
Kamensk-Šachtinskij (VIII) Poměr stran: 2:3
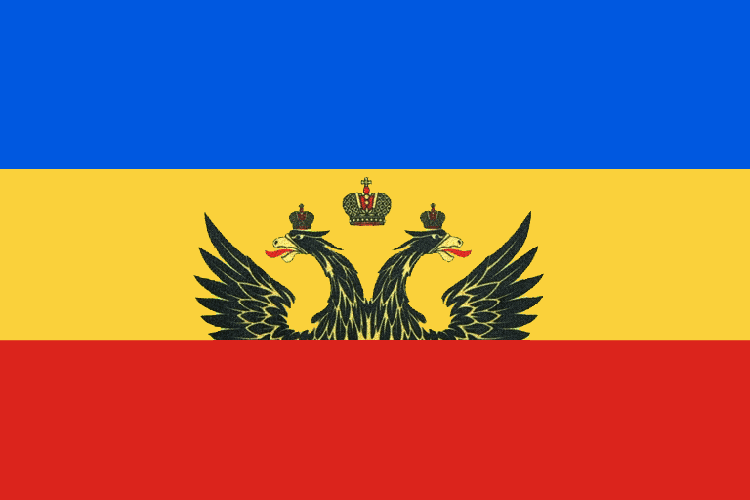
Novočerkassk (IX) Poměr stran: 2:3
Novošachtinsk (X) Poměr stran: 2:3
Taganrog (XI) Poměr stran: 2:3
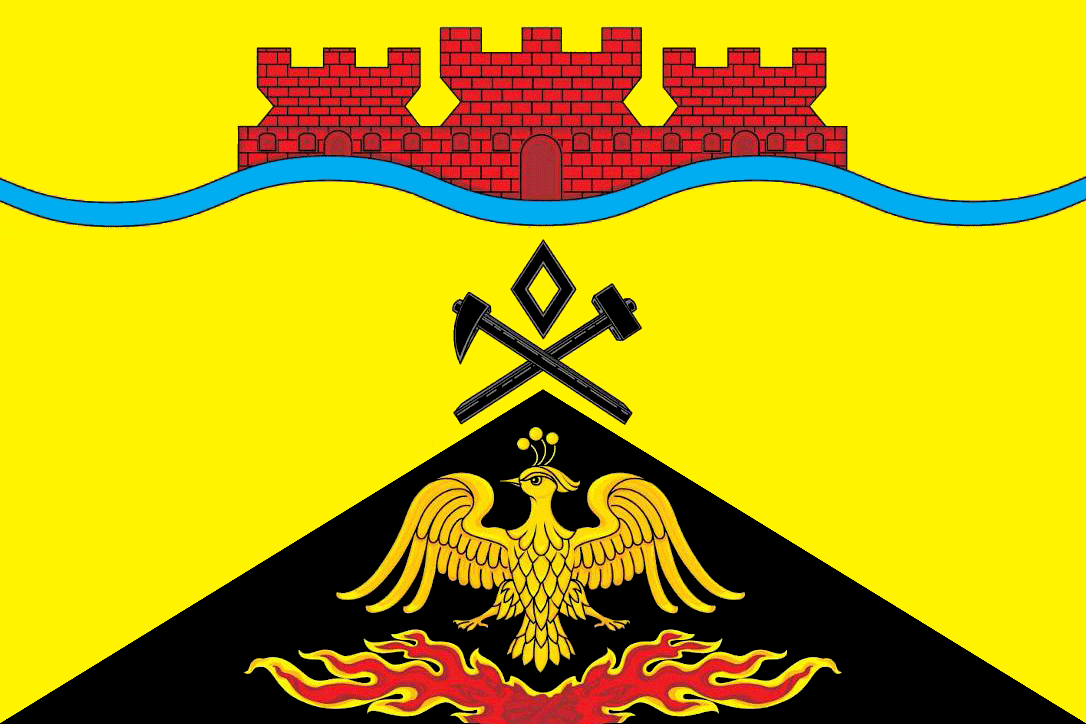
Šachty (XII) Poměr stran: 2:3

Rajóny

Azovský rajón (1) Poměr stran: 2:3
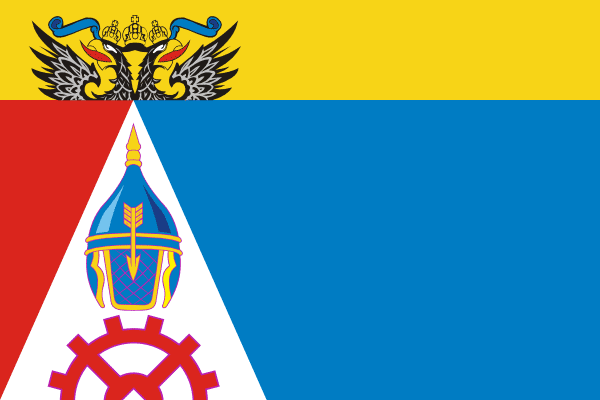
Aksajský rajón (2) Poměr stran: 2:3
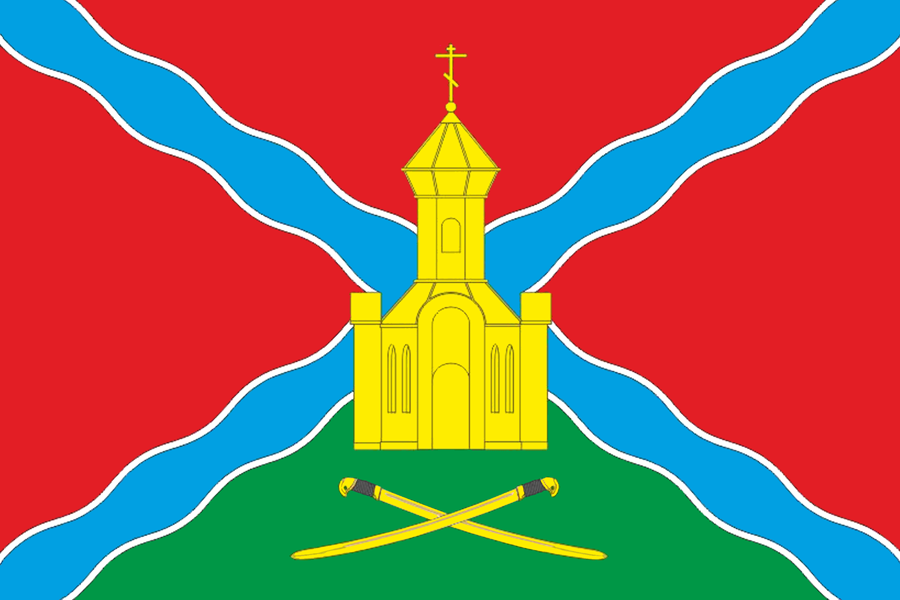
Bagajevský rajón (3) Poměr stran: 2:3
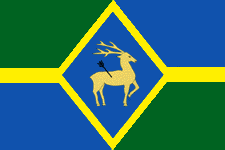
Bělokalitvinský rajón (4) Poměr stran: 2:3
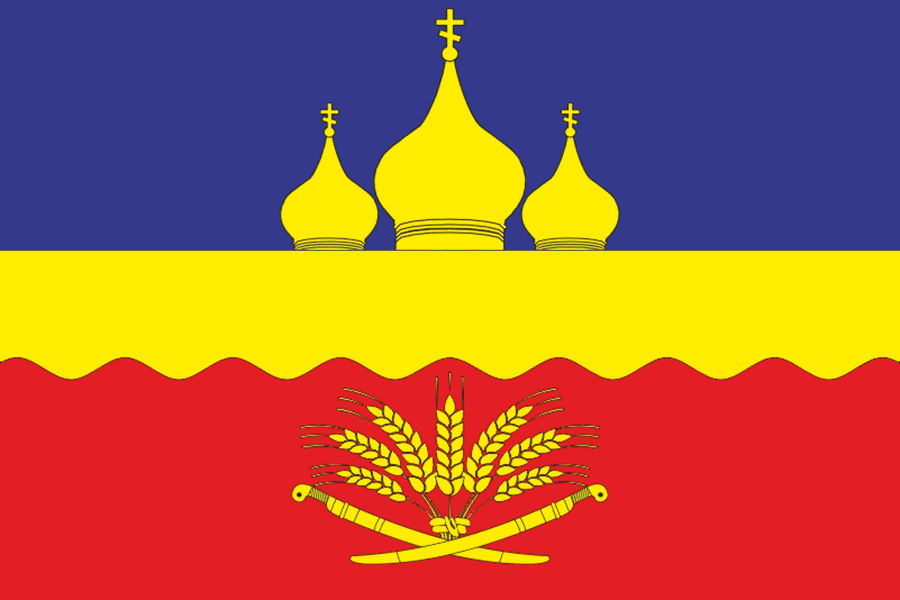
Bokovský rajón (5) Poměr stran: 2:3
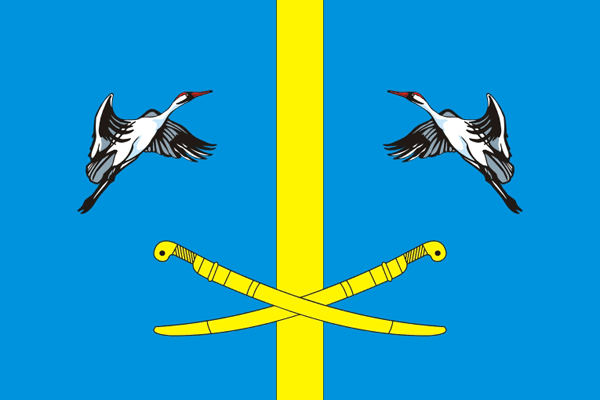
Verchnědonský rajón (6) Poměr stran: 2:3
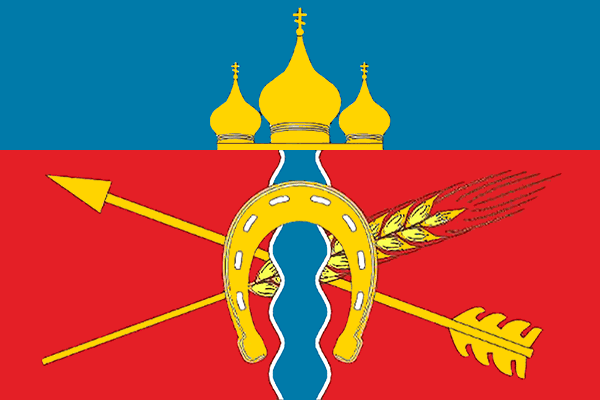
Vesjolovský rajón (7) Poměr stran: 2:3
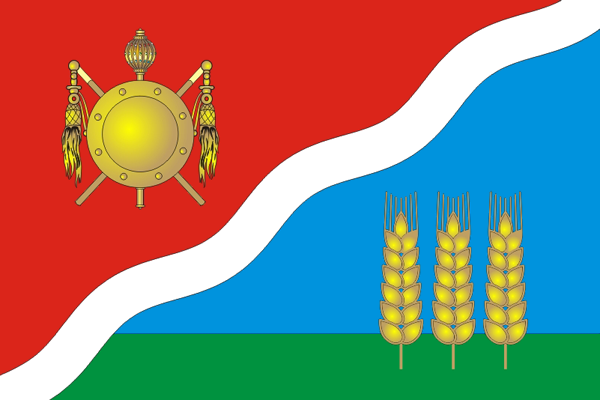
Volgodonský rajón (8) Poměr stran: 2:3
Dubovský rajón (9) Poměr stran: 2:3
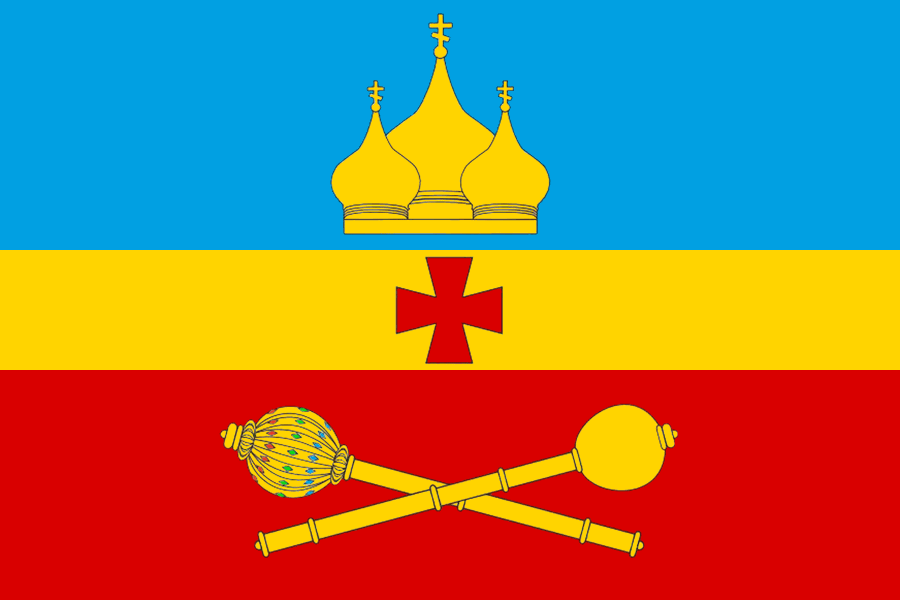
Jegirlykský rajón (10) Poměr stran: 2:3
Zavětinský rajón (11) Poměr stran: 2:3
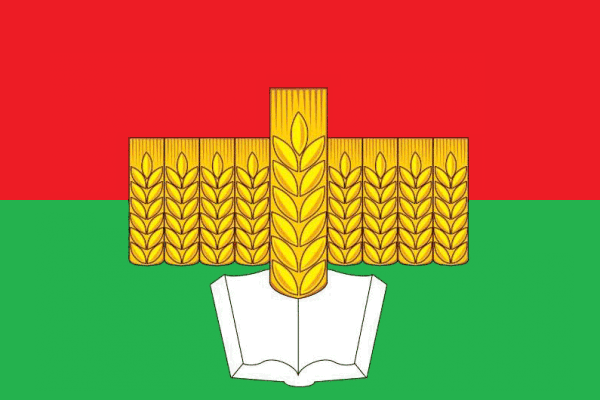
Zernogradský rajón (12) Poměr stran: 2:3
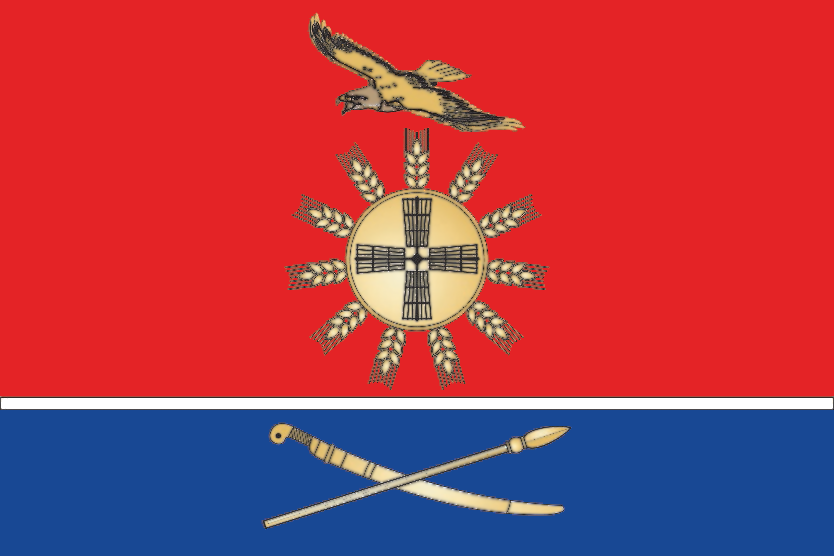
Zimovnikovský rajón (13) Poměr stran: 2:3
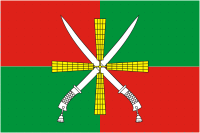
Kagalnický rajón (14) Poměr stran: 2:3
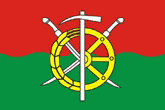
Kamenský rajón (15) Poměr stran: 2:3
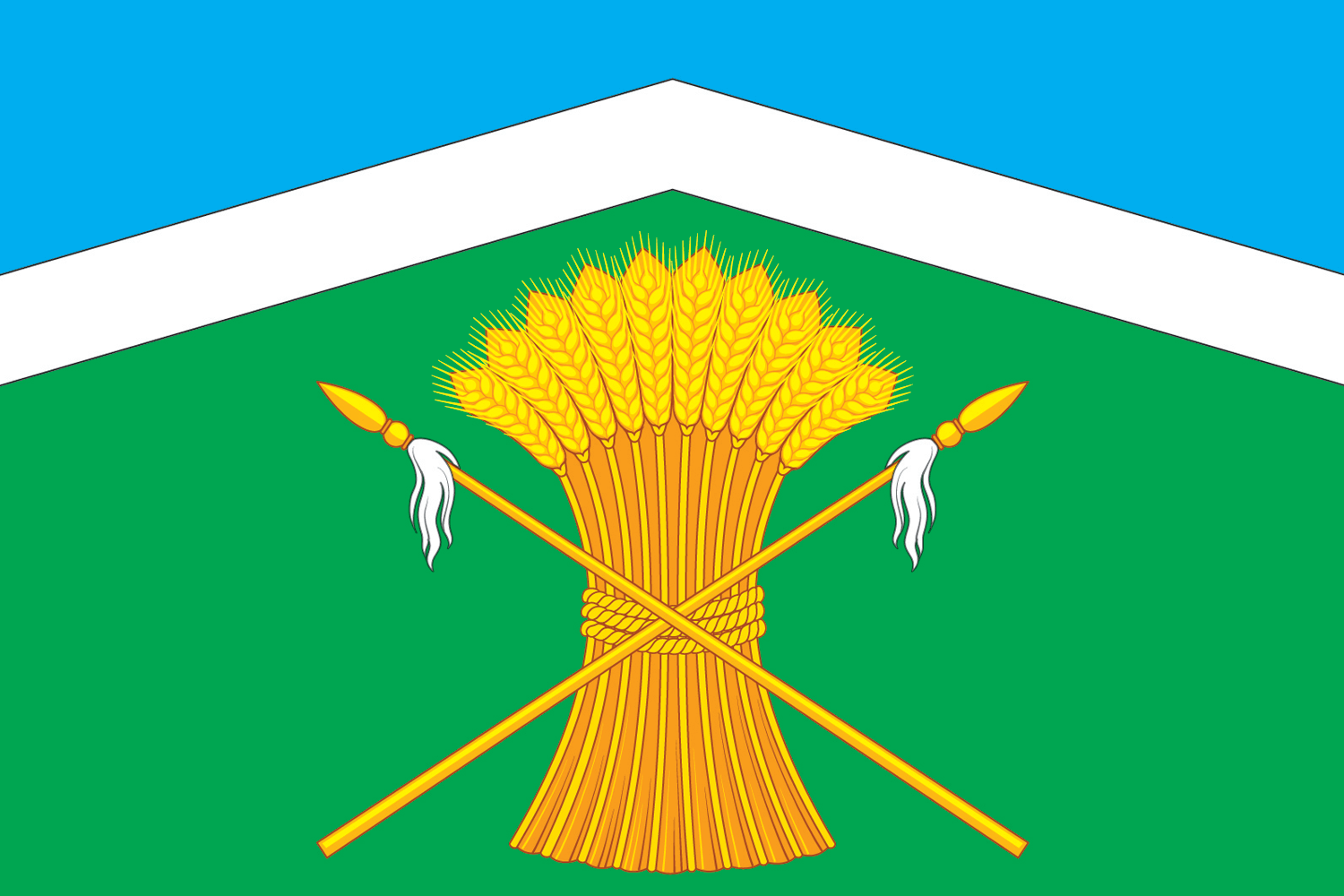
Kašarský rajón (16) Poměr stran: 2:3
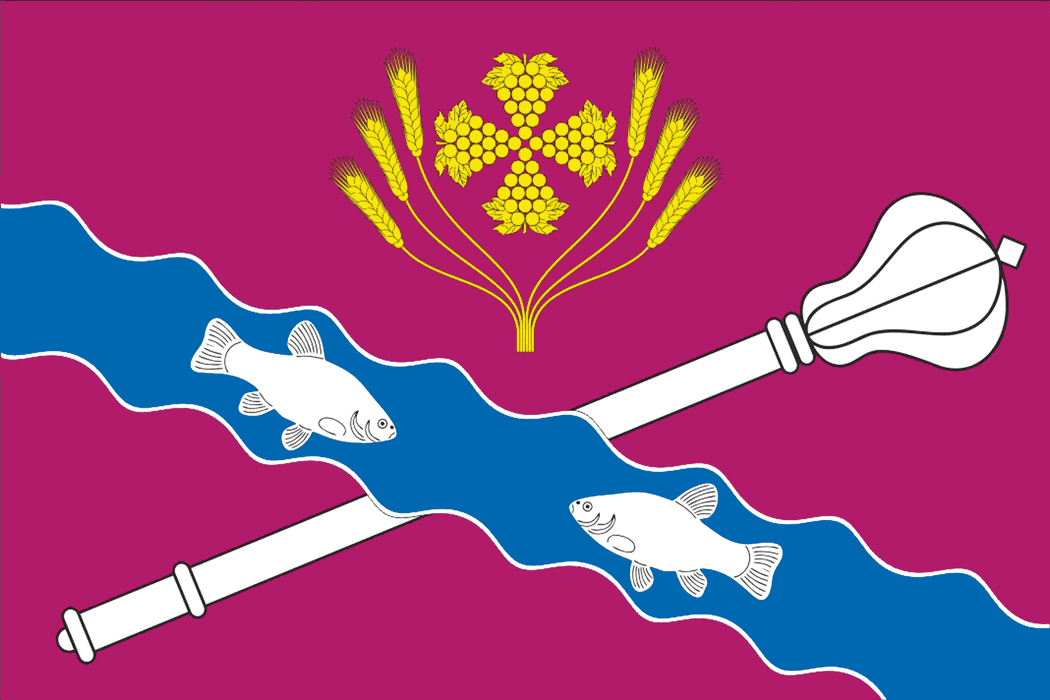
Konstantinovský rajón (17) Poměr stran: 2:3
Krasnosulinský rajón (18) Poměr stran: 2:3
Kujbyševský rajón (19) Poměr stran: 2:3
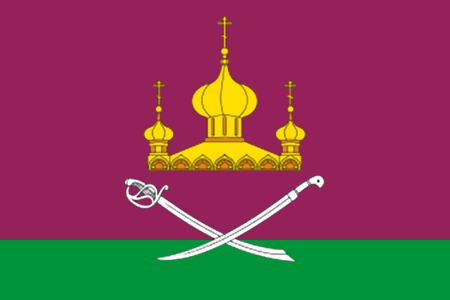
Martynovský rajón (20) Poměr stran: 2:3
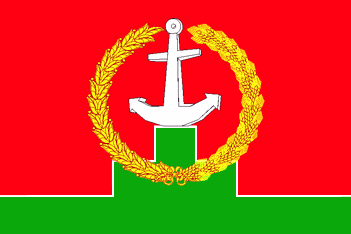
Matvějev-Kurganský rajón (21) Poměr stran: 2:3
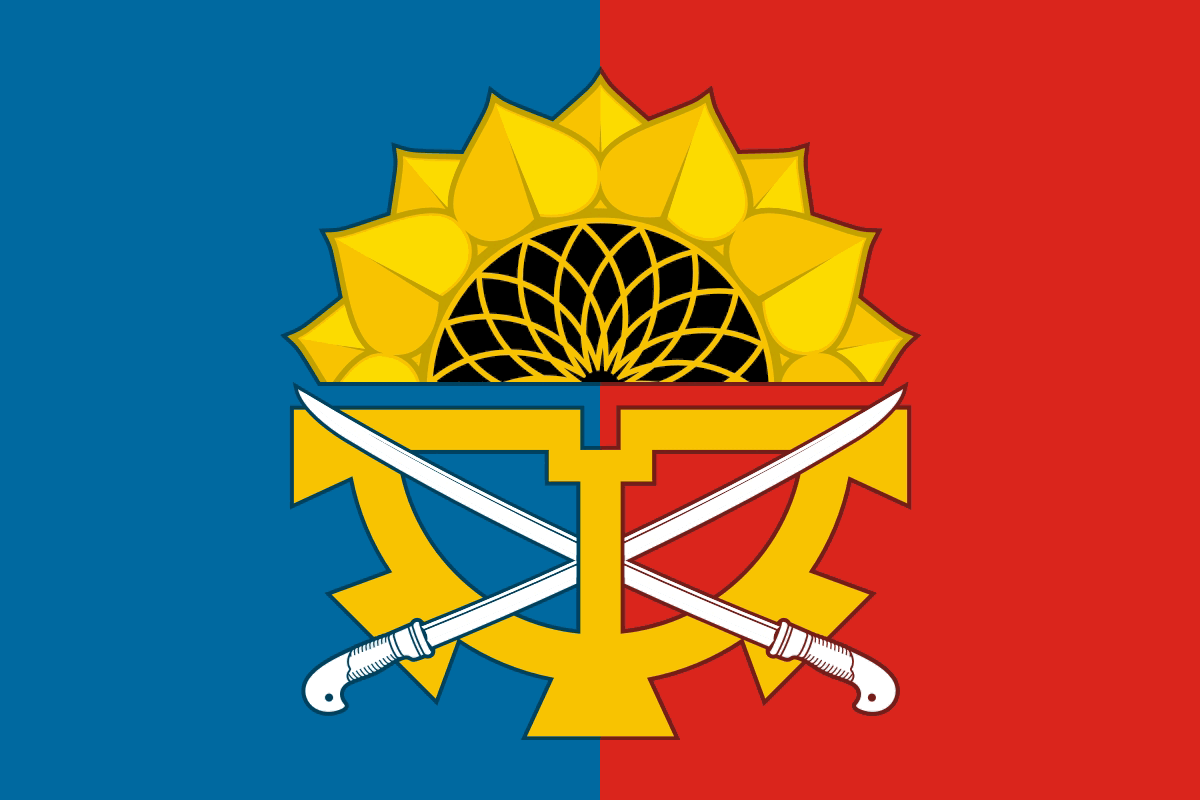
Millerovský rajón (22) Poměr stran: 2:3
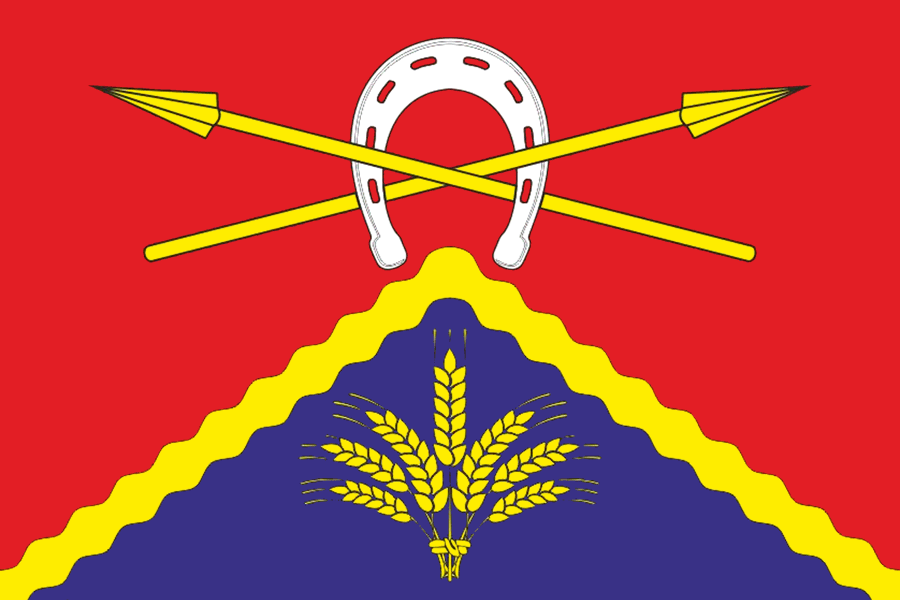
Miljutinský rajón (23) Poměr stran: 2:3
Morozovský rajón (24) Poměr stran: 2:3
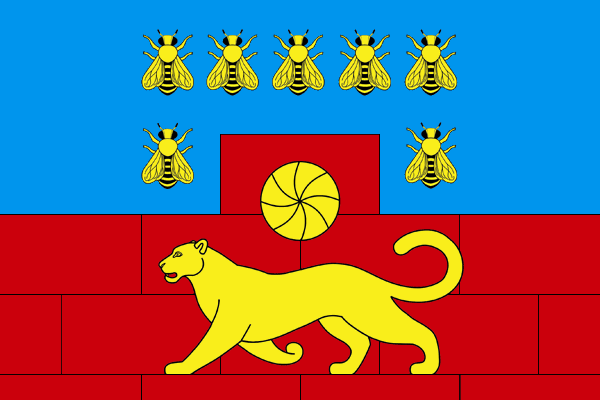
Mjasnikovský rajón (25) Poměr stran: 2:3
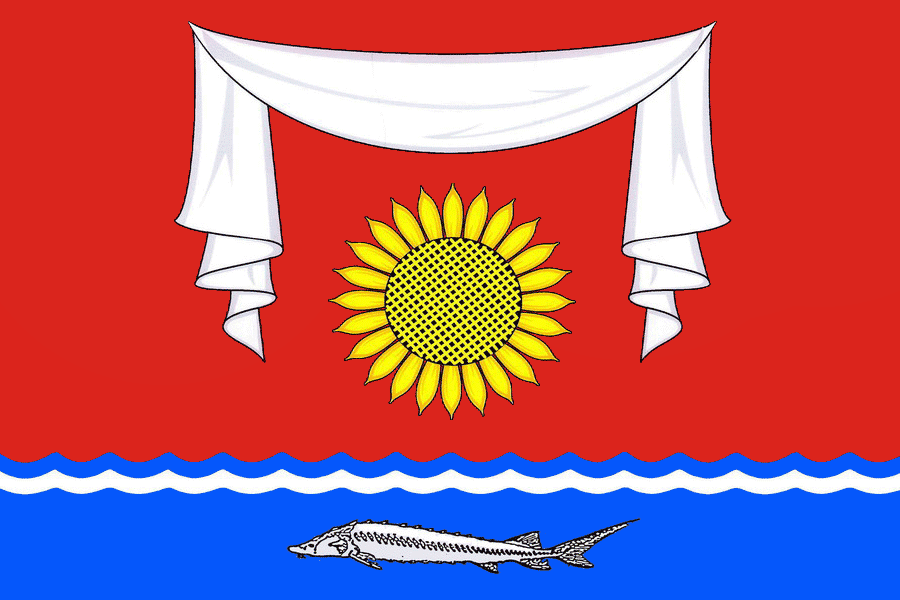
Něklinovský rajón (26) Poměr stran: 2:3
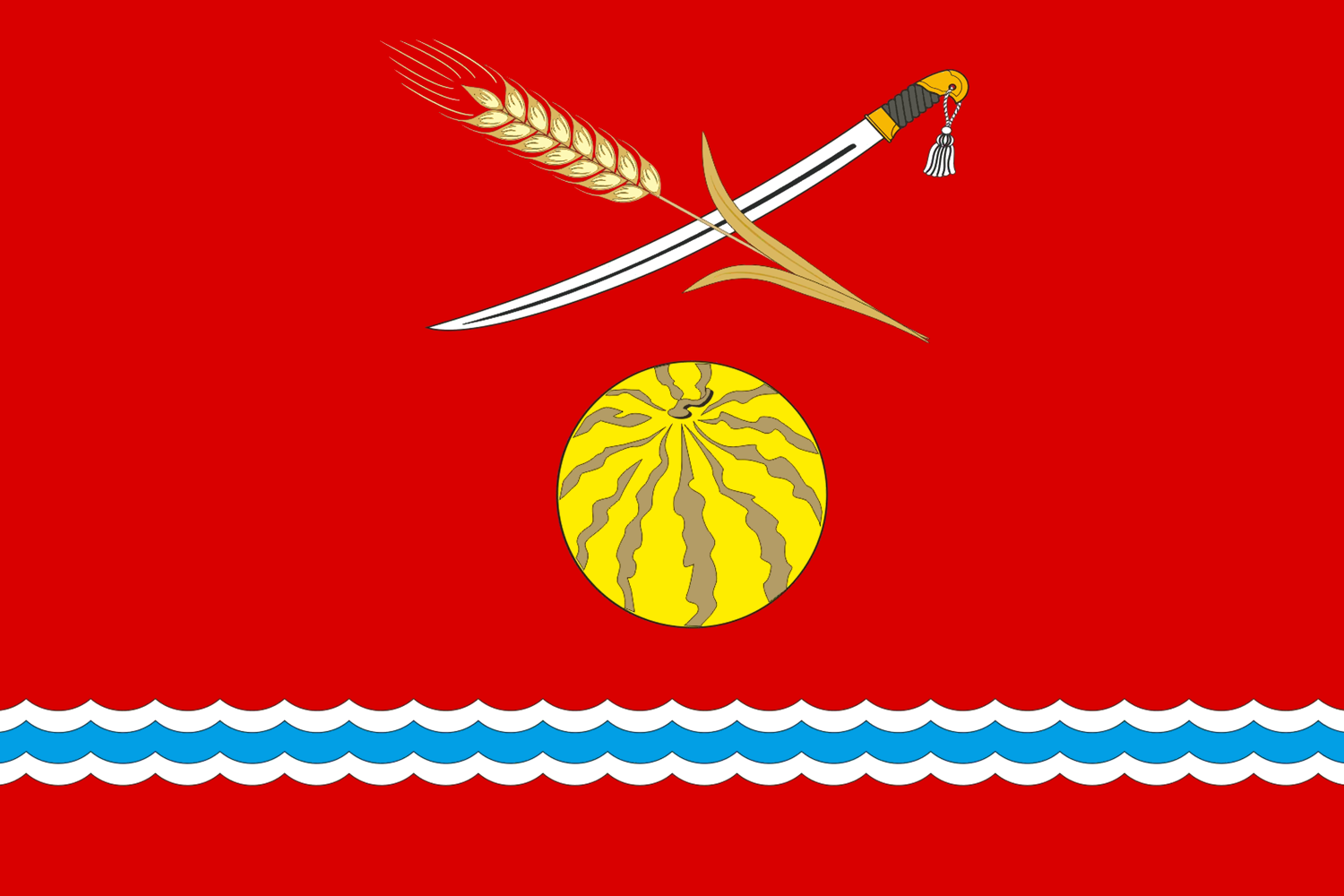
Oblivský rajón (27) Poměr stran: 2:3
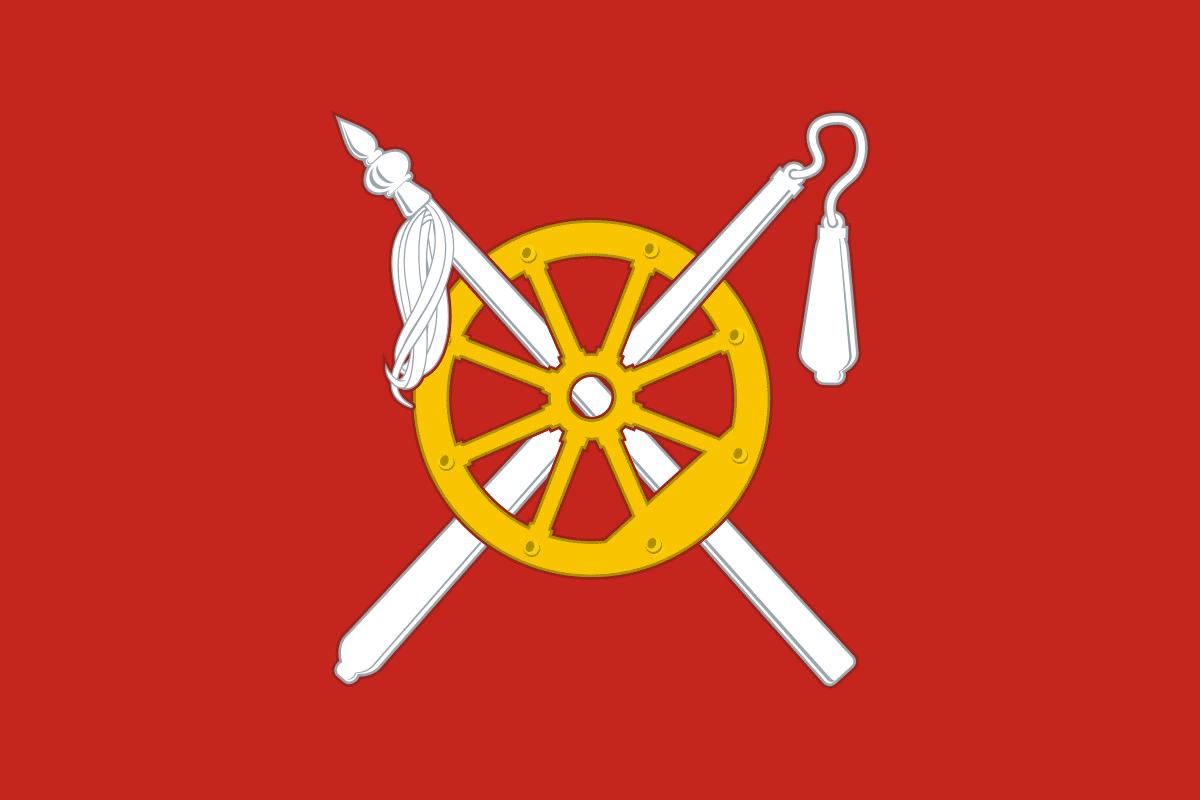
Okťabrský rajón (28) Poměr stran: 2:3
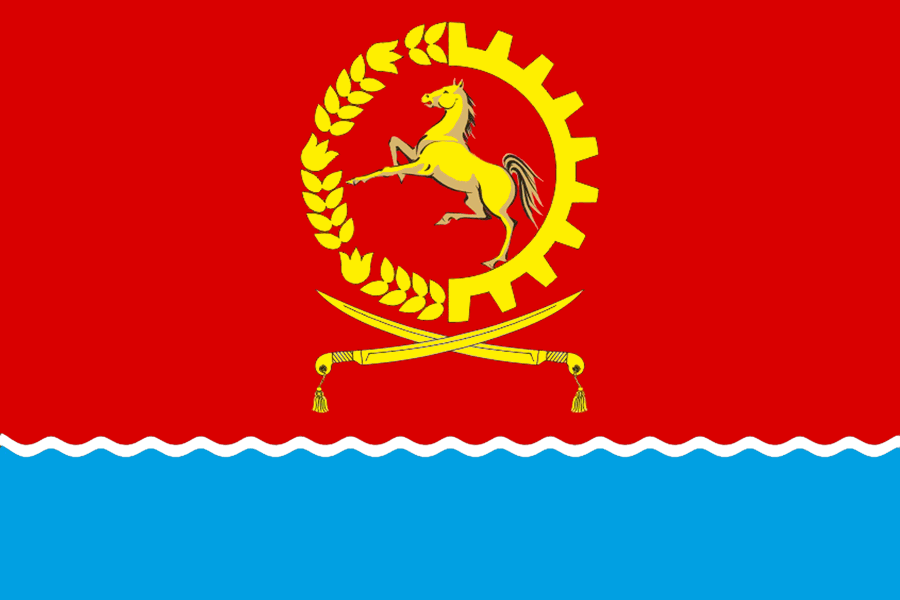
Orlovský rajón (29) Poměr stran: 2:3
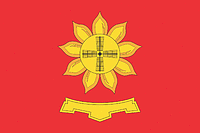
Pesčanokopský rajón (30) Poměr stran: 2:3
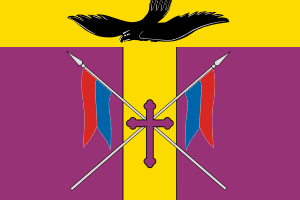
Proletarský rajón (31) Poměr stran: 2:3
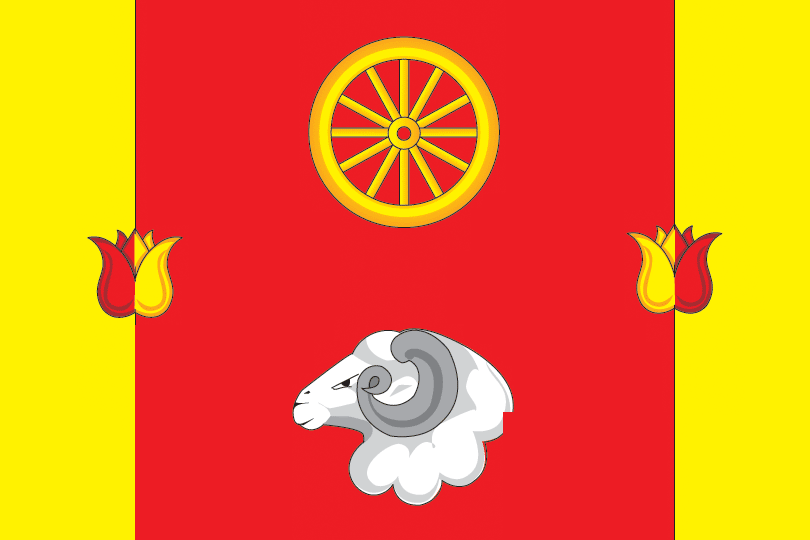
Remontněnský rajón (32) Poměr stran: 2:3
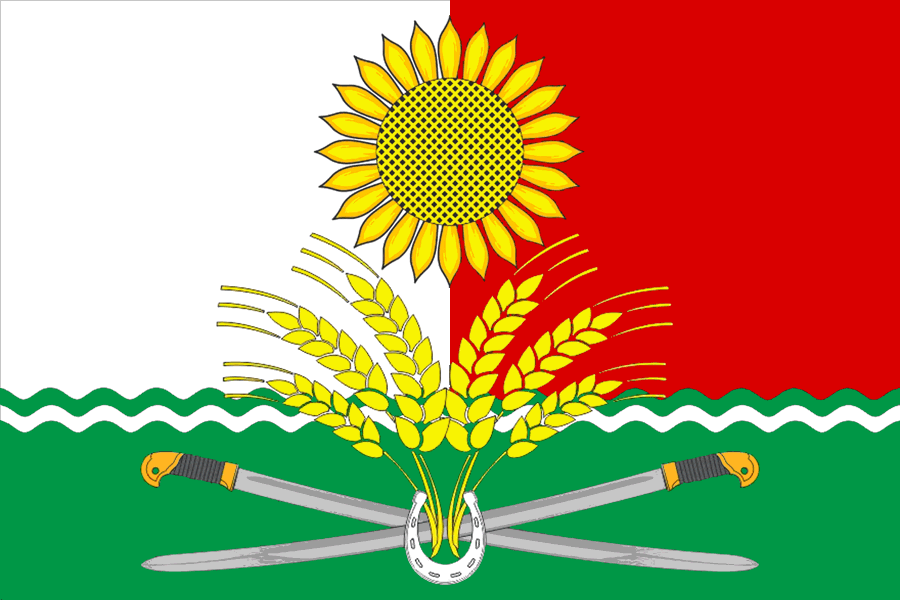
Rodionovo-Něsvetajský rajón (33) Poměr stran: 2:3
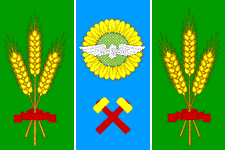
Salský rajón (34) Poměr stran: 2:3
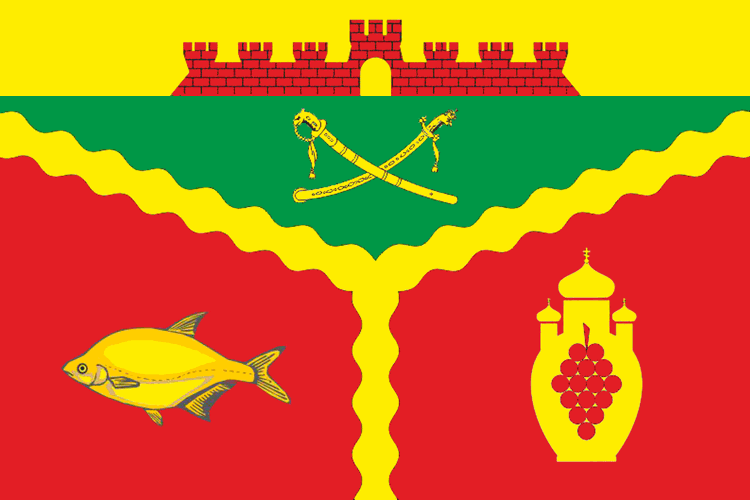
Semikarakorský rajón (35) Poměr stran: 2:3
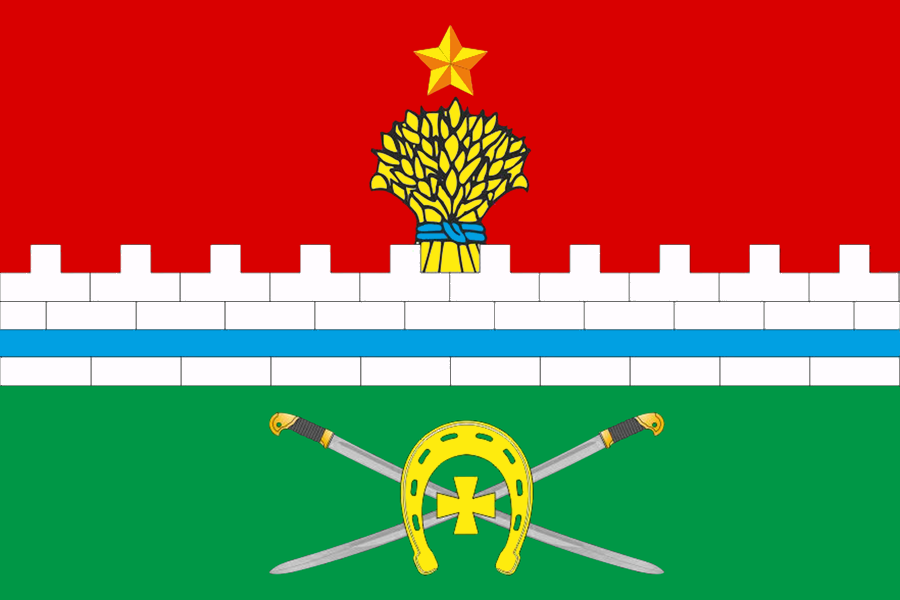
Sovětský rajón (36) Poměr stran: 2:3
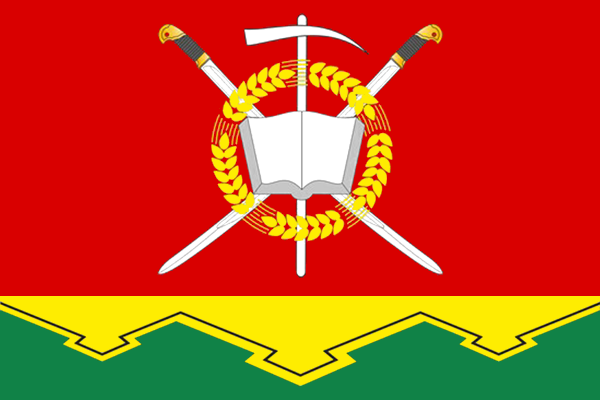
Tarasovský rajón (37) Poměr stran: 2:3
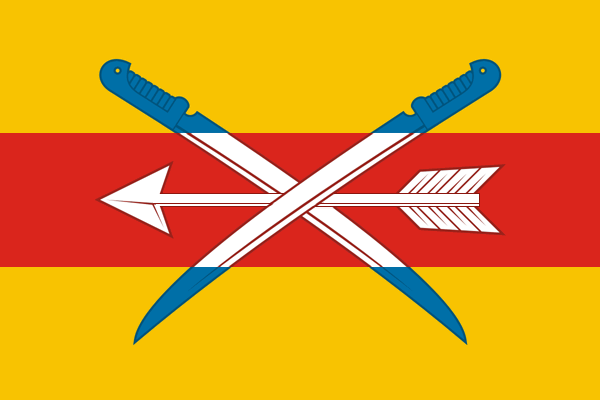
Tacinský rajón (38) Poměr stran: 2:3
Usť-Doněcký rajón (39) Poměr stran: 2:3
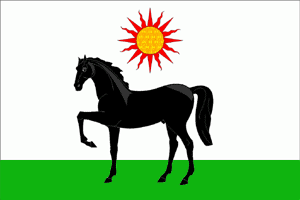
Celinský rajón (40) Poměr stran: 2:3
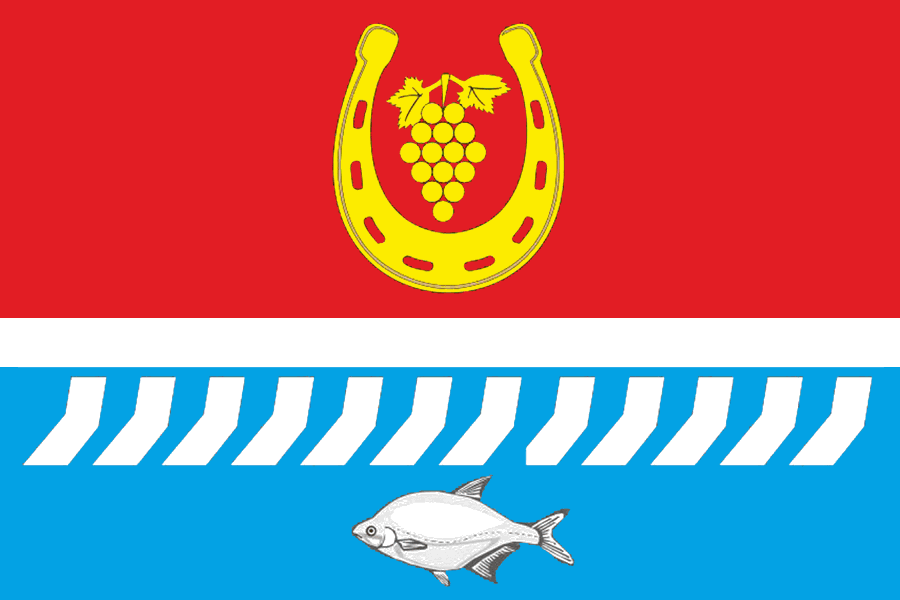
Cimljanský rajón (41) Poměr stran: 2:3
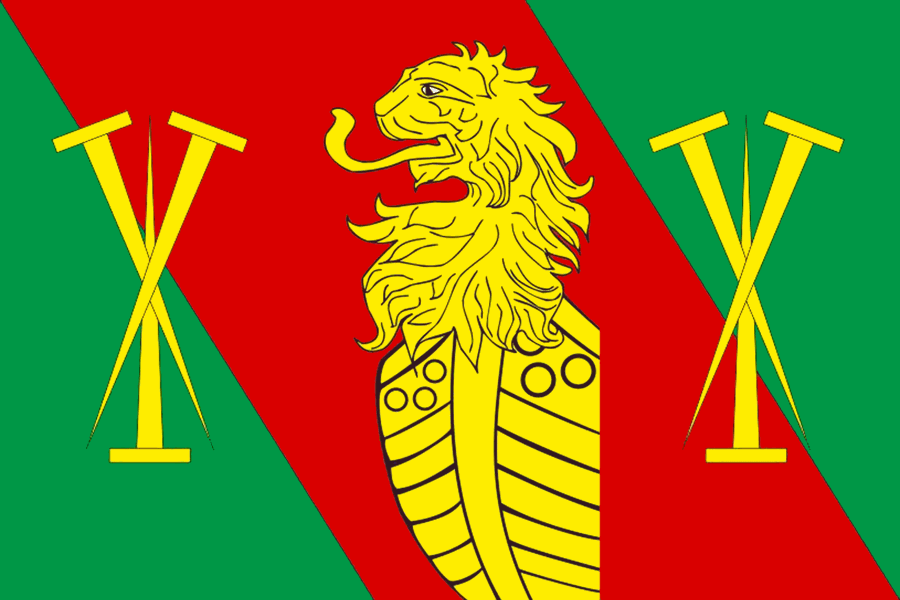
Čertkovský rajón (42) Poměr stran: 2:3
Šolochovský rajón (43) Poměr stran: 2:3